# Hugh Sempill
- "Hugh Sempill" es también el nombre de varios Lord Sempill.

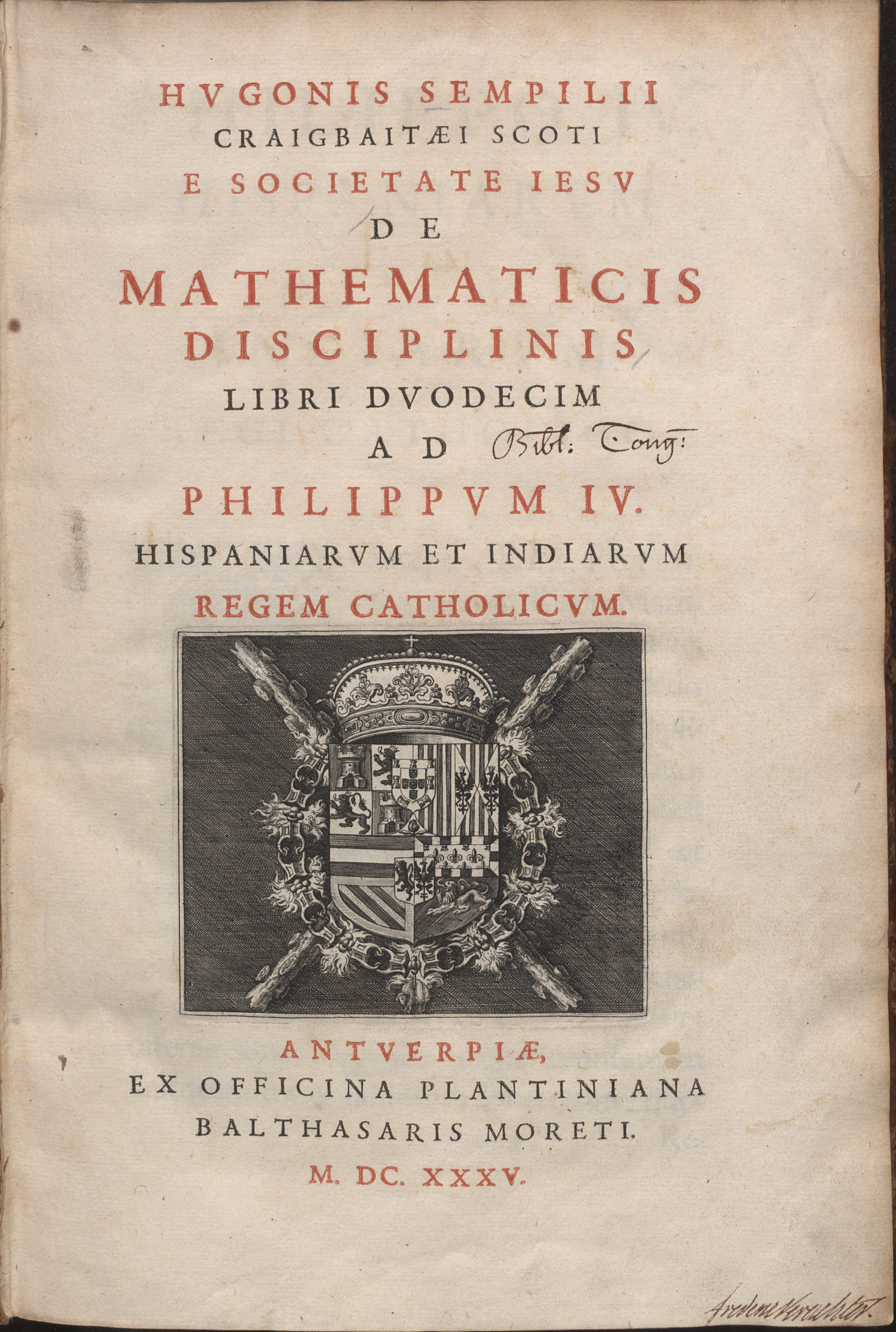
De mathematicis disciplinis, 1635

Hugh Sempill (o Semple) (en latín, Hugo Simpelius o Sempilius) (entre 1589 y 1596 - 1654) fue un jesuita escocés; matemático y lingüista. Se refiere a sí mismo en sus escritos como Hugo Sempilius Craigbaitaeus, probablemente coincidente con Hew Sempill de Craigbait y Langside, registro que figura en las genealogías locales, y cuyo nacimiento está fechado en 1590.

## Semblanza
Miembro de la Compañía de Jesús, Sempill fue profesor de matemáticas en el Colegio Imperial de Madrid, en el que trabajaron profesores de toda Europa, e hizo cursos en geometría, geografía, hidrografía, y horología.
También sirvió como procurador del Real Colegio de Escoceses (en inglés, the  Royal Scots College) en Madrid (actualmente localizado en Salamanca).
El libro de Sempill titulado De Mathematicis disciplinis Libri duodecim (Antwerp, ex officina B. Moreti, 1635), dedicado a Felipe IV de España, es una obra que tuvo cierta difusión en Europa (su trabajo fue citado, por ejemplo, por el jesuita francés Philippus Brietius en el tratado Parallela Geographie). El trabajo de Sempill era esencialmente una recopilación, y muchas páginas consisten en listas de nombres de escritores en varios géneros científicos.
También escribió Experentia Mathematice. De compositione et divisione numerum, linearum, quadratorum... (Madrid, 1642).

## Eponimia
- El cráter Simpelius en la Luna lleva su nombre, originalmente asignado por Riccioli en 1651.[2]